# Fruithal en Korenbeurs

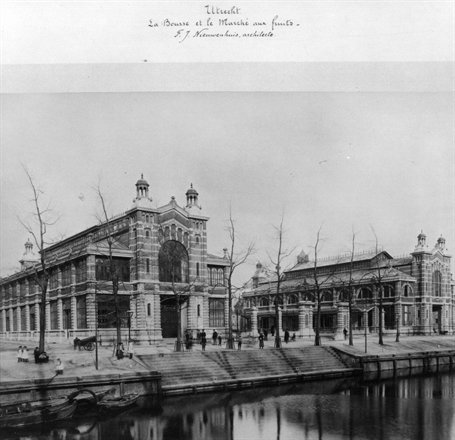
Fruithal en Korenbeurs

De Fruithal en Korenbeurs zijn twee voormalige gebouwen aan het Vredenburg in Utrecht.
Tot diep in de 19de eeuw vond de handel van groente, fruit en graan in Utrecht hoofdzakelijk plaats in de buitenlucht. De overlast die dit veroorzaakte noopte de gemeente en het bedrijfsleven uit te zien naar grote overdekte gebouwen. Toen rond 1890 de laatste resten van het kasteel Vredenburg werden gesloopt ontstond er op het Vredenburg aan de kant van de Rijnkade ruimte. Op 3 juni 1894 werden de Korenbeurs en de Fruithal, naar ontwerp van F.J. Nieuwenhuis, officieel geopend.
In 1917 bood de Fruithal onderdak aan de eerste Jaarbeurs van Utrecht. De beurs was een groot succes en in 1919 werd de hal gesloopt om plaats te maken voor een nieuw Jaarbeursgebouw. In 1926 volgde de sloop van de Korenbeurs om plaats te maken voor het tweede Jaarbeursgebouw.